# Christoph Christian Händel
Christoph Christian Händel (* 1671 in Heilsbronn; † 30. Juli 1734 auf der Wülzburg) war ein evangelischer Theologe und Generalsuperintendent in Ansbach.

## Leben
Händel wurde als Sohn des Generalsuperintendenten Gottfried Händel und seiner Frau Anna, geb. Kath, geboren. Er studierte in Altdorf und Wittenberg, wo er promovierte. Er heiratete in Wittenberg am 6. Juni 1693 Euphrosina Sophia. Zunächst wurde er Pfarrer in Wassertrüdingen, 1695 in Ansbach Stiftsprediger, 1698 auch Hofprediger und 1702 Generalsuperintendent. 1709 wurde er von seinen Aufgaben durch Wilhelm Friedrich entbunden und kurz darauf nach Schwabach versetzt. Händel kämpfte gegen seine Absetzung als Generalsuperintendent und veröffentlichte zahlreiche Flugschriften, weswegen er auf der Wülzburg gefangengehalten, 1719 durch einen besonders zusammengesetzten Gerichtshof zum Tod verurteilt, dann aber zu lebenslänglichem Gefängnis begnadigt wurde. Er verstarb auf der Wülzburg.

## Werke (Auswahl)
- (Als Respondent) De Morte Voluntaria, Graecis dicta Autocheiria. (Präses: Magnus Daniel Omeis) Meyer, Altdorf 1688. (Digitalisat)
- (Als Respondent) Exercitatio Circvlaris De Monialibvs. (Präses: Johann Christoph Wagenseil) Meyer, Altdorf 1688. (Digitalisat)
- Artem Germanorum poeticam. (Respondent Justinus Wezel) Schönnerstadt, Altdorf 1689. (Digitalisat)
- Sumtus qui fieri bene et sapienter debeant? (Respondent: Leonhard Andrea Krakher) Wilck, Wittenberg 1690. (Digitalisat)
- Vana sciendi Gloria: Sive Ineruditi Hominis cum Literato Comparatio. (Respondent: Jacob Ernst Schaudig) Schultz, Wittenberg 1692. (Digitalisat)

## Quelle
- Matthias Simon: Händel, Christoph Christian. In: Neue Deutsche Biographie (NDB). Band 7, Duncker & Humblot, Berlin 1966, ISBN 3-428-00188-5, S. 437 f. (Digitalisat).
- Werke von und über Christoph Christian Händel in der Deutschen Digitalen Bibliothek

| Personendaten    | Personendaten                     |
| ---------------- | --------------------------------- |
| NAME             | Händel, Christoph Christian       |
| ALTERNATIVNAMEN  | Haendelius, Christoph-Christianus |
| KURZBESCHREIBUNG | evangelischer Theologe            |
| GEBURTSDATUM     | 1671                              |
| GEBURTSORT       | Heilsbronn                        |
| STERBEDATUM      | 30. Juli 1734                     |
| STERBEORT        | Wülzburg                          |